# M60-UCD1
M60-UCD1 è una galassia nana ultra-compatta satellite della galassia ellittica M60 (o NGC 4649), entrambi membri dell'Ammasso della Vergine. È situata a 54 milioni di anni luce dalla Terra. 
Il 50 per cento della sua massa stellare è concentrata in una sfera centrale di 160 anni luce di diametro.
M60-UCD1 ha una massa equivalente a 140 milioni di masse solari. Colori e assenza di sfumature indicano una popolazione stellare uniforme con età approssimativa di 14,5 ± 0,5 miliardi di anni, praticamente un'età sovrapponibile a quella dello stesso Universo.
La metallicità di queste stelle è simile a quella del Sole. La dispersione della velocità orbitale delle stelle più interne supera i 100 km/s per la gravità della densa concentrazione di massa.
Il nucleo galattico contiene una sorgente di raggi X luminosa e variabile, presumibilmente un buco nero supermassiccio di massa equivalente a 21 milioni di masse solari (corrispondente al 15% della massa dell'intera galassia) e pertanto, tra i più massicci conosciuti in rapporto alla dimensioni della galassia ospite; per dare un'idea di questo rapporto particolare, la Via Lattea possiede un buco nero di 4 milioni di masse solari che costituisce appena lo 0,01% dei 50 miliardi di masse solari presenti nell'intera galassia.
Si presume che quanto osserviamo attualmente, sia ciò che resta di M60-UCD1, un tempo molto più massiccia, la cui massa è stata "spogliata" dall'interazione con M60 avvenuta circa 10 miliardi di anni fa. È possibile che il processo prosegua per la fusione con M60 di quello che rimane della galassia e del suo buco nero. 
Si calcola che, un tempo, M60-UCD1 possedesse circa 10 miliardi di stelle. 
Dal 2013, è ritenuta una delle galassia più dense conosciute con una concentrazione di oltre un centinaio di stelle per anno luce cubico.
Dal 2014, è considerata la più piccola e meno massiccia galassia nota che ospiti un buco nero centrale, oltre ad essere la più massiccia galassia nana ultra-compatta nota.

## Galleria d'immagini

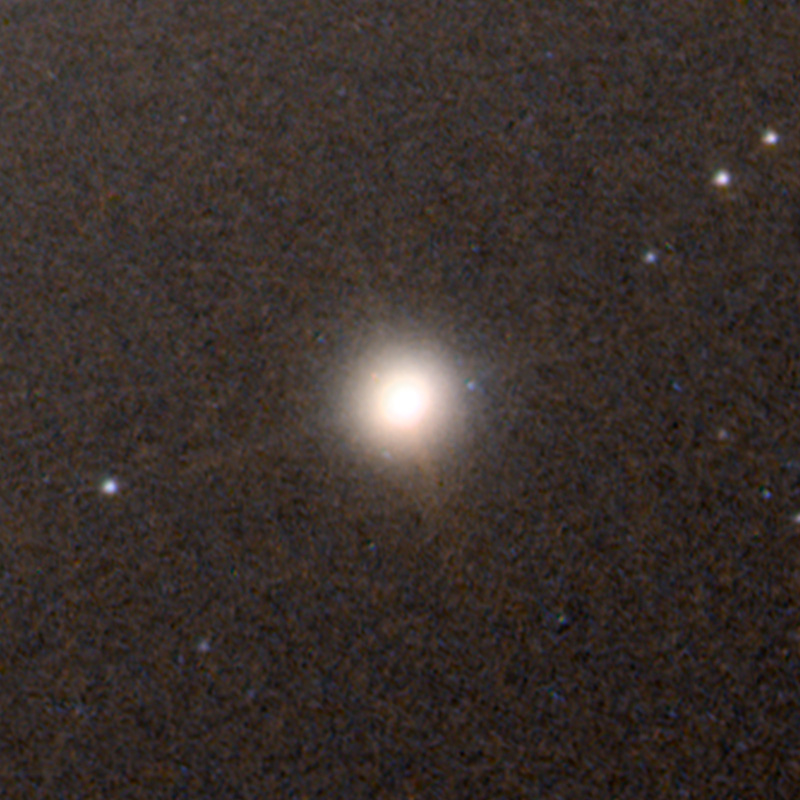
M60-UCD1 fotografata da Hubble
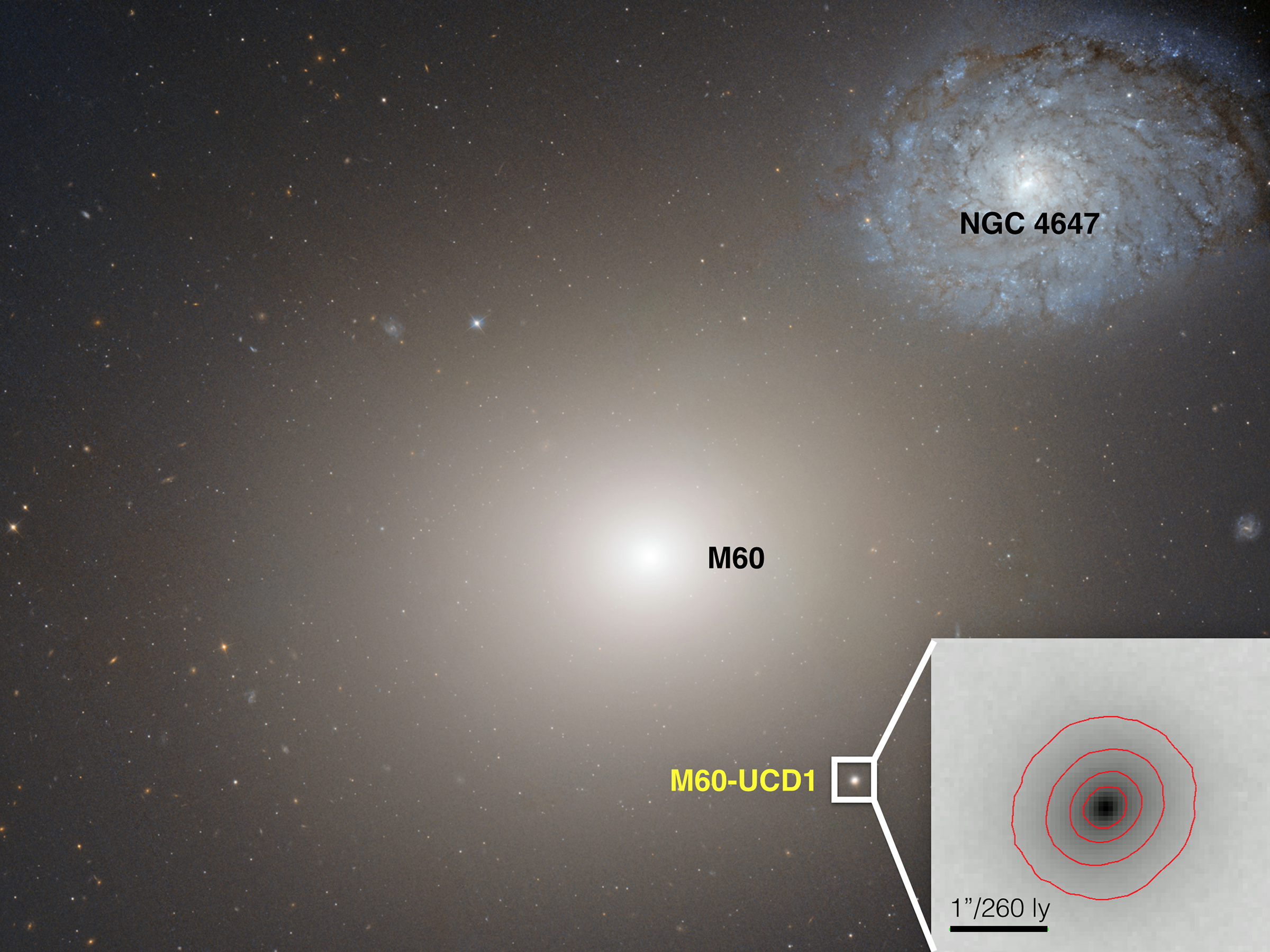
M60 al centro, in alto NGC 4647; nel riquadro M60-UCD1
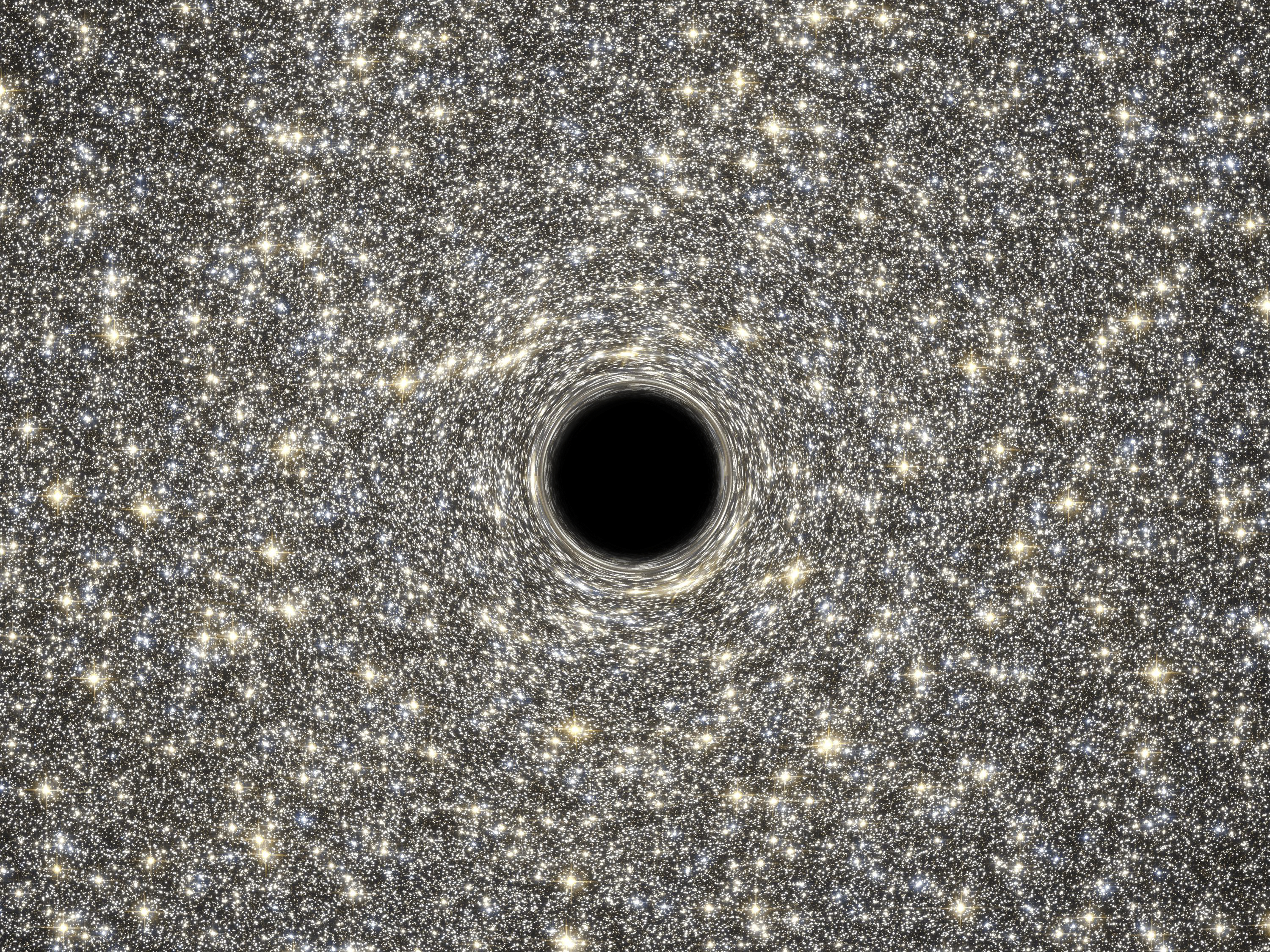
La rappresentazione artistica del buco nero di M60-UCD1 e la densa concentrazione di stelle